# Primos (2019)
Primos (Nederlands: Neven) is een Braziliaanse film uit 2019. De film is internationaal bekend onder de Engelse titel Cousins. De film is een drama-komedie over de ontluikende homoliefde tussen twee verre neven. De film is geregisseerd door: Thiago Cazado en Mauro Carvalho. Tevens speelt Thiago Cazado de rol van Mario, een van de hoofdrollen in de film.

## Plot
De tiener Lucas woont bij zijn peettante Lourdes. Op een dag komt zijn verre neef Mario tijdelijk bij hen logeren. Lucas en Mario ontwikkelen gevoelens voor elkaar wat resulteert in een ontluikende homoliefde.

## Verhaal
Sinds het overlijden van zijn ouders woont Lucas (Paulo Sousa) bij zijn tante Lourdes (Juliana Zancanaro) in een niet nadergenoemd Braziliaans stadje. Hij helpt haar in de tuin, rond het huis en speelt keyboard bij haar wekelijkse bijbelstudiegroep. Lourdes' hospita en deelnemer aan de bijbelstudiegroep Sonia (Carmem Lutcha) merkt op dat hij eenzaam lijkt te zijn en stelt dat Lucas een vriendin moet zoeken.
Lourdes neemt dan spontaan de zoon van haar neef, Mario (Thiago Cazado), op bij haar in huis omdat hij net is vrijgelaten uit de gevangenis en vanwege onenigheid niet bij Familie (verwanten) terecht kan. Lourdes is niet thuis om Mario te ontvangen, zij vertrok reeds een dag eerder naar een spirituele retraite. Lucas is sprakeloos en bezorgd vanwege zijn tantes vertrouwen in christelijke principes en familiesolidariteit.
Lucas geeft pianolessen aan het buurmeisje Julia (Duda Esteves) zij neemt ook frequent deel aan de bijbelstudiegroep. Julia is toondoof en zal waarschijnlijk nooit een goed pianiste worden. Maar ze is duidelijk vooral geïnteresseerd in Lucas zelf en niet zozeer in zijn pianolessen. Zij tracht op allerlei manieren de aandacht te vangen van Lucas.
Wanneer Mario dan arriveert, is Lucas alleen thuis. Hij ontvangt zijn neef die hij voor de eerste keer ontmoet in het huis. Mario, niet gehinderd door enige gêne, ontkleedt zich in de badkamer om een douche te nemen. Mario is een vrije geest en rebels van karakter.
Gedurende de daaropvolgende dagen en een avond vol met drank en muziek ontwikkelen de twee neven een innige band. 's Ochtends ontwaakt Lucas met een kater op de bank. Hij kijkt waar Mario is en die blijkt te slapen op bed in de gedeelde slaapkamer, naakt. Lucas weet zich geen raad met de naakte Mario. Later treft Lucas Mario buiten aan die buiten zit te lezen. De twee neven praten even over de voorgaande avond, waarbij Mario Lucas enigszins plaagt. Opeens rent Mario weg en Lucas rent achter hem aan in een groot uitgestrekt veld. De twee dagen elkaar uit en zijn lichtzinnig in elkanders bejegening. Lucas vraagt Mario of hij gelooft en Mario antwoordt dat hij gelooft in iets maar niet in een godheid. Vervolgens vraagt Lucas of Mario gelooft in zonde en Mario schudt daarop 'nee'. Op een gegeven moment draagt Lucas Mario op zicht te ontkleden. Dan laat Lucas zien dat hij niet altijd de behouden jongen is waarvoor hij wordt aangezien. Hij zegt tegen Mario voetstappen te horen en raapt snel Mario's kleding op en rent dan weg, Mario poedelnaakt achterlatend. Mario zet de achtervolging in maar om Mario af te remmen gooit Lucas enige kledingstukken in de bosjes.
Mario, deels gekleed, treedt het huis binnen en zweert wraak te nemen op Lucas die nergens te zien is. Mario belooft plechtig Lucas' kleding ook in de bosjes te gooien. Mario doorzoekt het huis, kamer voor kamer, wetende dat Lucas zich ergens moet verstoppen. Dan opent hij een schuifdeur tot een kast waarin hij Lucas naakt aantreft. Lucas had zich in de tussentijd ontkleed en omarmt en kust Mario. Lucas klimt uit de kast en al kussende nemen ze beiden plaats op het bed. Wanneer 's avonds Lourdes thuiskomt van haar retraite, vindt ze beide jongens slapend in hetzelfde bed. Ze bedankt Maria voor de genegenheid tussen de twee neven en laat hen verder slapen zonder hen te wekken.  
Mario gaat honden uitlaten om een centje bij te verdienen. Zo ook Frank de hond van buurman Emilio (Denis Camargo), deze moet namelijk voldoende lichaamsbeweging krijgen. Denis betaalt 50 BRL per dag. Een aantal weken later krijgt Lourdes van hospita Sonia het ultimatum om de achterstallige huur te betalen op straffe van uithuiszetting en dit brengt de nodige stress bij Lourdes. Mario zegt Lourdes toe voortaan bij te dragen aan de huur. Ze bedankt Mario en zegt hem dat hij vreugde en geluk heeft gebracht in huis en dat Lucas in hem een vriend heeft gewonden en eindelijk gelukkig is.
Buurmeisje Julia heeft inmiddels ontdekt dat er meer speelt tussen Lucas en Mario dan louter vriendschap. Ze bespiedt hen met een verrekijker en ziet hoe ze elkaar kussen. Julia die verliefd is op Lucas, is jaloers en zweert dat iedereen dit te weten zal komen. Haar jaloezie transformeert in religieuze homohaat en dit culmineert in een heidensachtig ritueel met de bedoeling de twee geliefden van elkaar te scheiden. 
De neven nodigen buurman Emilio wordt uitgenodigd voor een gezellige avond met hun tante Lourdes. De achterliggende gedachte is om de twee alleenstaanden te matchen. Het is een succes want Lourdes en Emilio genieten zichtbaar van hun samenzijn tijdens het avondje. Wanneer zij Emilio en hun tante even wat meer ruimte geven, biecht Lucas op aan Mario dat hij van hem houdt en niet wil dat hij weggaat.
Tijdens de volgende bijeenkomst van de bijbelstudiegroep, waarbij deze keer Mario en Emilio ook aanwezig zijn, tracht Julia Mario te beschuldigen van het stelen van Sonia's mobiele telefoon. Lucas ontmaskert haar echter onmiddellijk als de dader. Ontmaskerd en telerugesteld dat haar plan niet heeft gewerkt doet Julia een laatste wanhoopsdaad, ze onthult de relatie tussen Lucas en Mario. De twee neven zijn verbouwereerd door hun onvrijwillige outing en de negatieve reacties vanuit de bijbelstudiegroep. Lourdes kiest echter direct voor haar twee neven en gebruikt hiervoor de bijbelse interpretatie van de liefde. Lucas en Mario komen erachter dat Lourdes al de hele tijd wist van hun liefdesverhouding. Sonia de hospita eist dat Lourdes, Lucas en Mario onmiddellijk vertrekken uit het huis. Buurman Emilio vraagt Lourdes en de twee neven om bij hem in te trekken.

## Muziek
- The Foragers met Viktor Nilsson - Tennessee Skyline[2]